# كريستيان باز (لاعب كرة قدم)
كريستيان باز (بالإسبانية: Cristian Baz)‏ هو لاعب كرة قدم أرجنتيني في مركز الوسط، ولد في 5 مايو 1987 في بوينس آيرس في الأرجنتين. لعب مع أوليمبو وبرايتون أند هوف ألبيون.

## وصلات خارجية
- كريستيان باز (لاعب كرة قدم) على موقع قاعدة بيانات كرة القدم.إي يو (الإنجليزية)
- كريستيان باز (لاعب كرة قدم) على موقع Soccerbase.com (لاعب) (الإنجليزية)